# Tauchblattzone

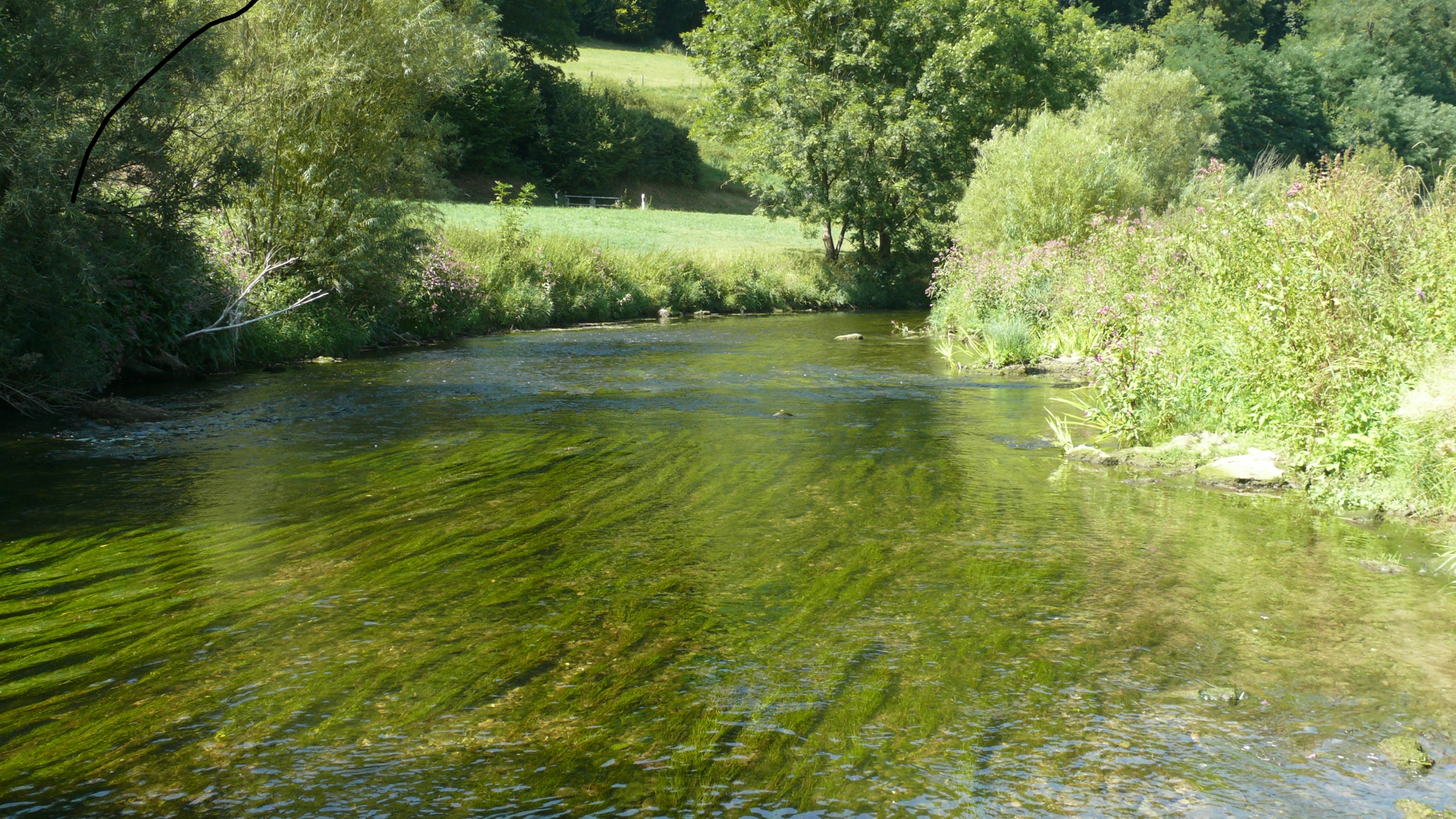
Kamm-Laichkraut (Potamogeton pectinatus), die namensgebende Art der pflanzensoziologischen Gruppe der Unterwasser-Laichkrautgesellschaften (Potamogetonion (pectinati))

Die Tauchblattzone (auch Tauchblattgürtel) ist eine der Uferzonen von Seen und anderen Binnengewässern. Sie folgt in der Uferzone, fachsprachlich Litoral genannt, zum tieferen Wasser hin auf die Schwimmblattzone und den Röhrichtgürtel. Die Tauchblattzone zählt dabei zum Sublitoral, dem untersten Bereich des durchlichteten Litorals am Übergang zum lichtlosen Profundal.
In Mitteleuropa stellen Laichkräuter die dominante Pflanzengruppe der Tauchblattzonen im Süßwasser dar. Sie sind namensgebend für die pflanzensoziologische Gruppe (nach Oberdorfer) der Unterwasser-Laichkrautgesellschaften. Weitere vorkommende Gruppen sind zum Beispiel  Nixenkräuter (Najas), Tausendblatt (Myriophyllum) oder Wasserpest (Elodea).
Ganz ähnliche Vegetationsformen finden sich auch in ruhigen Abschnitten langsam fließender Flüsse und anderer Fließgewässer.

## Pflanzenmerkmale
Die Wasserpflanzen der Tauchblattzone leben untergetaucht (submers). Die Stängel und Blätter werden vom Wasser getragen. Sie haben nur eine sehr dünne Cuticula keinen Verdunstungsschutz und besitzen auch kein Festigungsgewebe. Die Wurzeln dienen nur noch der Verankerung. Unterwasserblätter haben keine Spaltöffnungen, sodass der Gasaustausch über das gesamte Blatt erfolgt. Die Blätter sind oft sehr klein und zerschlitzt. Dadurch entsteht auf wenig Raum eine größere Oberfläche, über die die Mineralstoffe und Kohlenstoffdioxid aufgenommen werden. Die Pflanzenarten der Tauchblattzone gehören zu den aquatischen (das heißt im Wasser lebenden) Makrophyten; diese werden von den oft nur mikroskopisch erkennbaren Algen-Arten nach rein pragmatischen Gesichtspunkten unterschieden, wobei etwa die großen Armleuchteralgen meist zu den Makrophyten gerechnet werden. Bei der Vegetationsgliederung der Gewässer werden meist die Makrophyten und die (anderen) Algen separat untersucht, die Algenarten der Tauchblattzone werden bei der Vegetationsgliederung nicht berücksichtigt. Makrophyten der Tauchblattzone sind also überwiegend krautige Gefäßpflanzen, selten auch Moose (wie das Quellmoos) und Armleuchteralgen. Die Arten der Tauchblattzone bilden die Untergruppe der submersen (das heißt: untergetaucht lebenden), wurzelnden Makrophyten (selten als Rhizophyten bezeichnet). Helophyten (oder Sumpfpflanzen) und im Gewässergrund wurzelnde Schwimmblattpflanzen fehlen aufgrund der Wassertiefe. Wo Schwimmblattpflanzen vorkommen, können sie die Tauchblattpflanzen durch Beschattung auskonkurrieren und so verdrängen. In sehr nährstoffarmen (oligotrophen) Gewässern, in denen Schwimmblattpflanzen fast ganz fehlen, können Tauchblattpflanzen bis in den eigentlichen Ufergürtel vordringen. In extrem nährstoffreichen (hypertrophen) Gewässern fehlt eine Tauchblattzone, hier ist das Wasser meist durch Phytoplankton so stark getrübt, dass die submersen Wasserpflanzen nicht mehr genügend Licht erhalten.
Die Tauchblattzone gehört in die Sukzessionsreihe bei der Verlandung eines eutrophen Binnengewässers.

## Vegetation und pflanzensoziologische Gliederung
Die Vegetation der Tauchblattzone ist in der Artenzusammensetzung verwandt zur oft unmittelbar benachbarten Schwimmblattzone. Beide werden in der Pflanzensoziologie in der Klasse Potamogetonetea und darin der Ordnung Potamogetonetalia zusammengefasst. Da die Namen dieser Gesellschaften schwer aussprechbar sind, werden sie oft etwas abgekürzt: Potametea, Potametalia; für Verbände Potamion anstelle von Potamogetonion, für Assoziationen Potametum anstelle von Potamogetonetum; obwohl nach den Nomenklaturregeln die abgekürzte Schreibweise eigentlich inkorrekt ist, sind beide Schreibvarianten in Gebrauch.
Die Vegetation der Tauchblattzone ist meist relativ artenarm, die vorkommenden Arten neigen dann zu Dominanz- oder sogar Einart-Beständen. Die Vegetation unterscheidet sich in nährstoffreichen (eutrophen) und nährstoffarmen (oligotrophen) Gewässern. Diese sind an der Wuchsform der vorherrschenden Laichkrautarten (der Gattung Potamogetum) unterscheidbar. Während in eutrophen Gewässern meist breitblättrige Laichkrautarten (die sogenannten Großlaichkräuter) dominieren, überwiegen in oligotrophen Gewässern schmalblättrige sogenannte Kleinlaichkräuter.

### Großlaichkraut-Tauchfluren
Die Großlaichkraut-Tauchfluren der nährstoffreichen Gewässer bilden im pflanzensoziologischen System den Verband Magno-Potamogetonion (nach lateinisch magnus: groß). Unter dem (abgekürzten, siehe oben) Namen Magnopotamion sind natürliche eutrophe Seen mit Vegetation vom Typ Magnopotamion (und/oder dem, zur Schwimmblattzone zählenden, Hydrocharition) geschützter Lebensraumtyp (Codenummer 3150) im Rahmen des europäischen Schutzgebietssystems Natura 2000.
Kennzeichnende Arten (Charakterarten und Differentialarten) sind in Norddeutschland Stachelspitziges Laichkraut Potamogeton friesii, Durchwachsenes Laichkraut Potamogeton perfoliatus, Spreizender Wasserhahnenfuß Ranunculus circinatus, Quellmoos Fontinalis antipyretica, Kamm-Laichkraut Potamogeton pectinatus. Nach der letztgenannten Art wird die Vegetationseinheit von manchen Vegetationskundlern auch mit dem synonymen Namen Kammlaichkrautflur Potamogetonion (oder Potamion) pectinati, genannt. Begleiter sind etwa die submerse Form der Krebsschere Stratiotes aloides und Ähriges Tausendblatt Myriophyllum spicatum. Oft kommt auch das im Wasser frei treibende, nicht wurzelnde Raue Hornblatt Ceratophyllum demersum hinzu. Nach dem EU-Handbuch sind für den Lebensraumtyp kennzeichnend außerdem die Arten Spiegelndes Laichkraut Potamogeton lucens, Langblättriges Laichkraut Potamogeton praelongus, Schmalblättriges Laichkraut Potamogeton ×zizii. Die Gesellschaft kommt in überwiegend natürlichen, eutrophen, meist basenreichen Gewässern bis in etwa vier Meter Wassertiefe vor. Sie ist von hoher Bedeutung für die Ökologie der Gewässer, deren Selbstreinigungskraft sie unterstützt, außerdem ist sie ein wichtiger Laichplatz für Fischarten.

### Kleinlaichkraut-Tauchfluren
Die Kleinlaichkraut-Tauchfluren sind die charakteristische Vegetationseinheit der Tauchblattzone nährstoffarmer Gewässer, außerdem treten sie auch als Initialgesellschaften in gestörten oder neu angelegten eutrophen Gewässern auf. Sie bilden im pflanzensoziologischen System den Verband Parvo-Potamogetonion (nach lateinisch parvus: klein). Sie sind typisch eher für flache Uferzonen und kommen nur selten unter 80 Zentimeter Wassertiefe vor. In der Tauchblattzone typischer Seen fehlen sie.
Kennzeichnende Arten in gestörten oder initialen Gewässern sind etwa Kleines Laichkraut Potamogeton pusillus, Spitzblättriges Laichkraut Potamogeton acutifolius, Haarblättriges Laichkraut Potamogeton trichoides, Gewöhnliche Armleuchteralge Chara vulgaris, Gewöhnliche Sumpfbinse Eleocharis palustris, oft kommt auch Sumpf-Teichfaden Zannichellia palustris vor. Typisch für kalkarme und meist nährstoffarme Gewässer ist das Gras-Laichkraut Potamogeton gramineus. In kalten, nährstoffarmen Gewässern ist das Alpen-Laichkraut Potamogeton alpinus kennzeichnend.